# Riedelia suborbicularis
Riedelia suborbicularis là một loài thực vật có hoa trong họ Gừng. Loài này được Pieter van Royen miêu tả khoa học đầu tiên năm 1979.

## Phân bố
Loài này được tìm thấy tại Papua New Guinea, và có thể có ở Tây New Guinea. Mẫu vật điển hình: L.J. Brass 30954 thu thập tại núi Otto, cao nguyên Đông, Papua New Guinea.